# Бохненски окръг
Бохненски окръг (на полски: Powiat bocheński) е окръг в Южна Полша, Малополско войводство. Заема площ от 648,56 км2. Административен център е град Бохня.

## География
Окръгът се намира в историческия регион Малополша.

## Население
Населението на окръга възлиза на 103 869 души (2012 г.). Гъстотата е 160 души/км2.

## Административно деление
Административно окръгът е разделен на 9 общини.
Градска община:
- Бохня

Градско-селска община:
- Община Нови Вишнич

Селски общини:
- Община Бохня
- Община Дървиня
- Община Жегочина
- Община Жезава
- Община Лапанов
- Община Липница Мурована
- Община Тъшчяна

## Фотогалерия
- Бохня
- Нови Вишнич
- Липница Мурована
- Лапанов
- Жезава
- Тъшчяна
- Жегочина